# 迪安冰原島峰
74°31′S 98°48′W / 74.517°S 98.800°W
迪安冰原島峰（英語：Dean Nunataks），是南極洲的冰原島峰，位於埃爾斯沃思地，屬於哈德森山脈的一部分，處於摩西山東北面10公里，美國地質調查局根據測量和該國海軍的空中照片繪入地圖，現時由南極條約體系管理。